# Bellator 115
Bellator CXV é um evento de artes marciais mistas promovido pelo Bellator MMA, é esperado para ocorrer em 4 de abril de 2014 no Reno Events Center em Reno, Nevada.

## Background
O evento contará com a primeira defesa do Cinturão Peso Pesado do Bellator do campeão Vitaly Minakov contra o vencedor do Torneio de Pesados da 9ª Temporada Cheick Kongo.

## Ligações Externas
1. ↑  Pelo Cinturão Peso Pesado do Bellator.